# Mons Penck

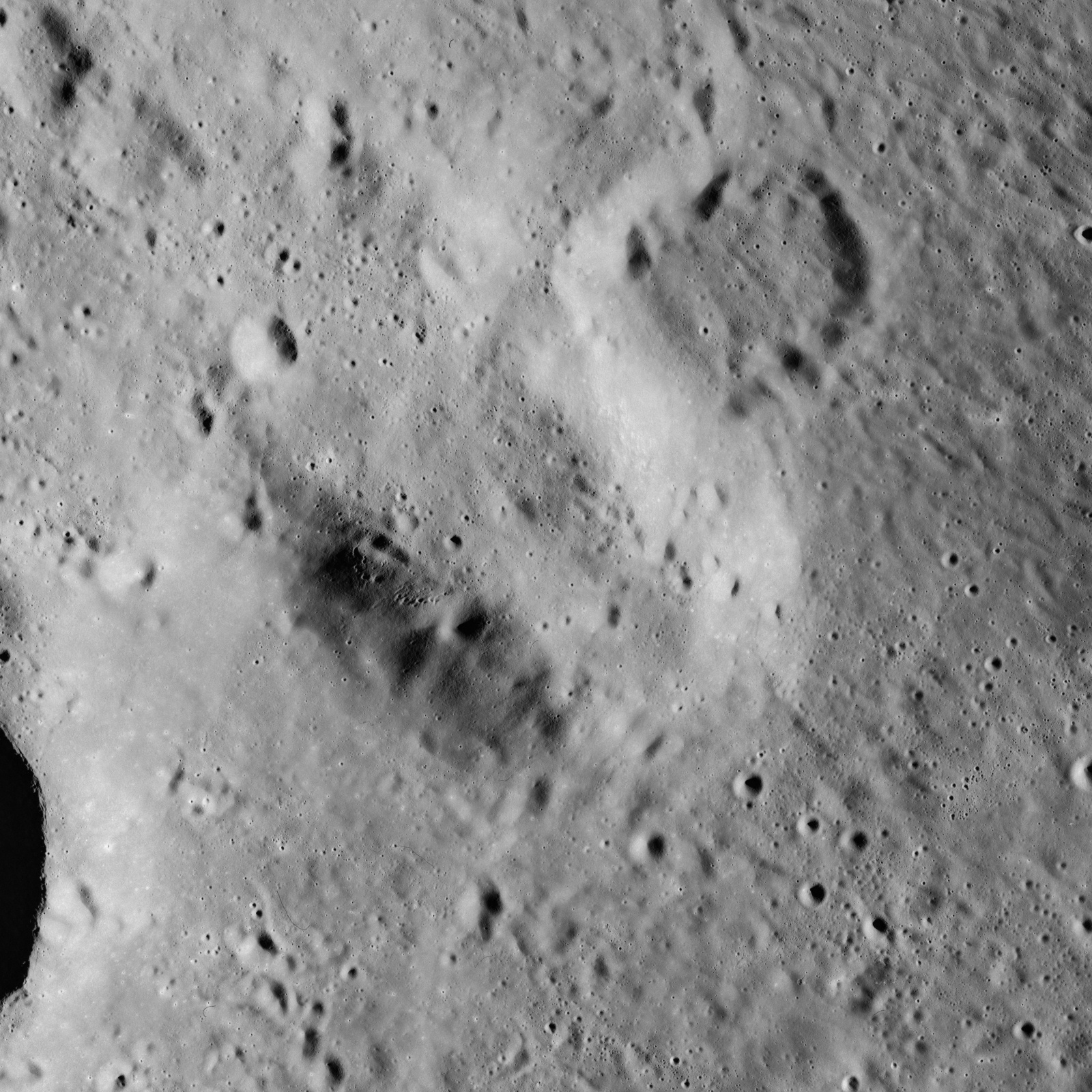
Le Mons Penck pris lors de la mission Apollo 16.

Le Mons Penck (−10, 22) est un massif montagneux lunaire nommé en l'honneur du géographe allemand Albrecht Penck (1858-1945). C'est un système long d'une quarantaine de kilomètres culminant aux environs de 4 000 mètres. Il s'étend à environ 80 kilomètres au nord-ouest du cratère Theophilus.